# Lam Sinyeu
Lam Sinyeu is een bestuurslaag in het regentschap Aceh Besar van de provincie Atjeh, Indonesië. Lam Sinyeu telt 96 inwoners (volkstelling 2010).